# Bezirk Wagstadt

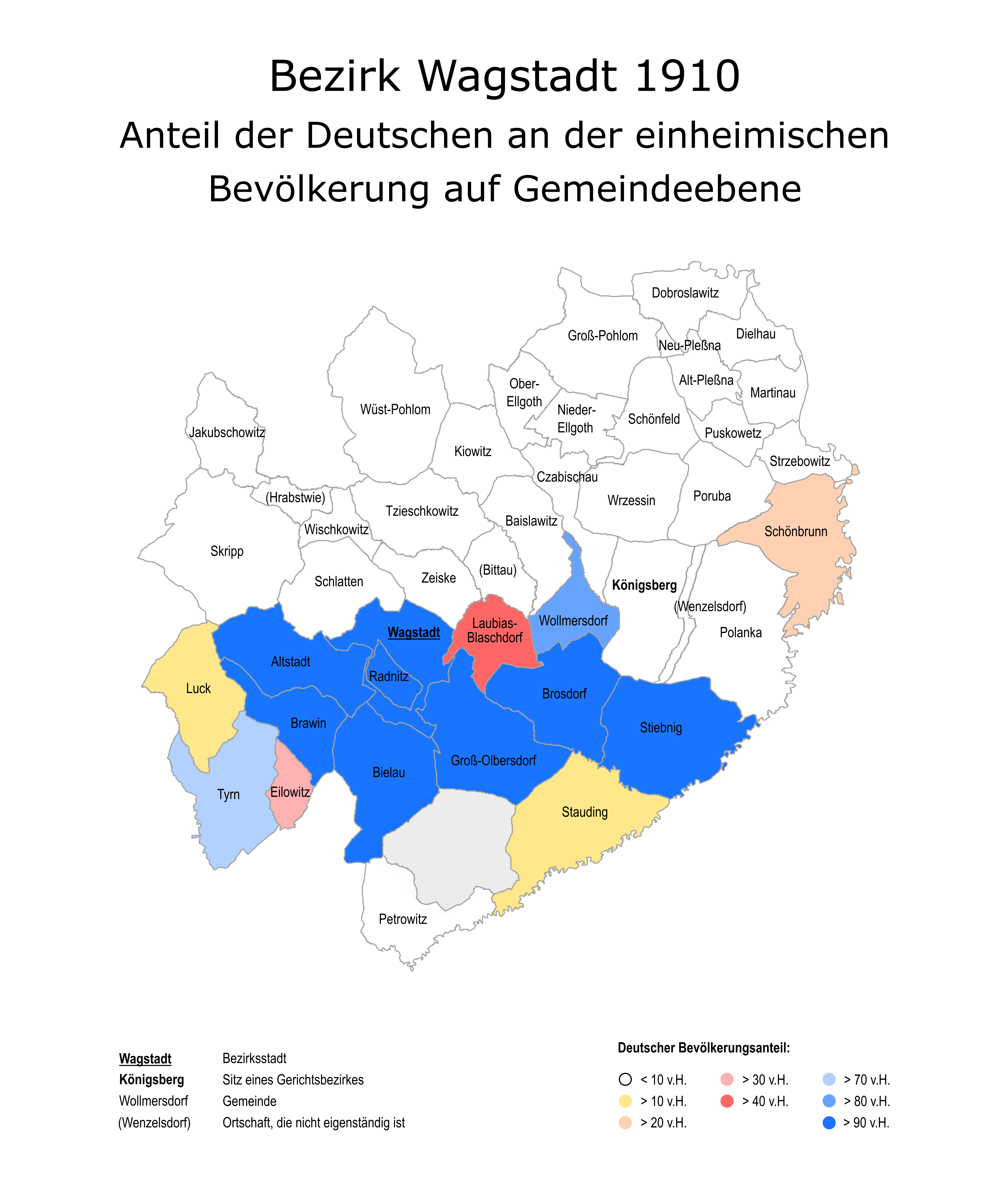
Bezirk Wagstadt 1910 - Deutscher Bevölkerungsanteil in den einzelnen Gemeinden

Der Bezirk Wagstadt (tschechisch Politický okres Bílovec) war ein Politischer Bezirk in Österreichisch-Schlesien in den Jahren 1896–1918. Der Bezirk umfasste die Gerichtsbezirke Königsberg und Wagstadt. 1910 hatte der Bezirk 45462 Einwohner. Davon hatten 45.049 Personen die österreichische Staatsbürgerschaft, von denen 14.337 Deutsch als Umgangssprache angaben.
Zuvor zugehörten beide Gerichtsbezirke zum Bezirk Troppau.

## Gemeinden
Der Bezirk Wagstadt umfasste 1910 folgende Gemeinden:
1. Im Gerichtsbezirk Königsberg: Baislawitz, Czabichau (mit Hillau), Dielhau, Dobroslawitz, Groß-Pohlom, Klein-Ellgoth,  Königsberg (mit Josefsdorf), Martinau, Ober-Ellgoth, Pleßna, Polanka (mit Johannesdorf, Vonsdorf und Wenzelsdorf), Poruba, Puskowetz, Schönbrunn, Schönfeld, Stiebnig, Strzebowitz, Wollmersdorf (mit Janowitz), Wrzessin
2. Im Gerichtsbezirk Wagstadt: Altstadt, Bielau (mit Wipplarsdorf), Brawin (mit Neuhof), Brosdorf, Eilowitz, Groß-Olbersdorf, Hrabstwie, Jakubschowitz, Kiowitz, Laubias-Blaschdorf, Luck, Petrowitz, Schlatten (mit Karlowitz, Neuwelt und Ohrad), Skripp, Stauding, Tyrn (mit Hochkirchen), Tzieschkowitz, Wagstadt, Wischkowitz, Wüst-Pohlom, Zeiske[3]